# The John Coltrane Quartet Plays
| Recensione                          | Giudizio |
| ----------------------------------- | -------- |
| AllMusic                            | [ 1 ]    |
| The Penguin Guide to Jazz           | [ 2 ]    |
| The Rolling Stone Jazz Record Guide | [ 3 ]    |

The John Coltrane Quartet Plays è il 17° album di John Coltrane pubblicato dalla Impulse! Records nel 1965.

## Descrizione
L'album fu registrato da John Coltrane con il suo storico quartetto – comprendente all'epoca il pianista McCoy Tyner, Jimmy Garrison al contrabbasso e Elvin Jones alla batteria – con l'aggiunta di Art Davis come secondo contrabbasso, suonato principalmente con l'archetto.
I quattro lunghi brani, registrati in tre sedute tra il febbraio e il maggio del 1965 nello studio di Rudy Van Gelder, comprendono un'alternanza di standard e di composizioni originali di Coltrane. Chim Chim Cheree è  un brano proveniente dalla colonna sonora del film disneyano Mary Poppins, in origine cantata da Dick Van Dyke e Julie Andrews, vincitrice del premio Oscar alla migliore canzone e nota nella versione italiana come Cam-caminì (la canzone degli spazzacamini). Si tratta dell'ennesimo esempio di popolari e semplici valzer rielaborati da Coltrane con il sassofono soprano sull'esempio della sua celebre versione di My Favorite Things (a cui seguirono Greensleeves e Olé). Nature Boy è invece uno standard degli anni cinquanta reso memorabile da Nat King Cole e Miles Davis. Brazilia e Song of Praise sono invece composizioni originali del sassofonista.
Nell'edizione rimasterizzata su CD del 1997 furono aggiunte altre due versioni di Nature Boy (di cui una dal vivo) e l'inedito brano di origine pop Fellin' Good, portato al successo da Nina Simone nel 1965 e poi reinterpretata, tra gli altri, dai Muse, da Michael Bublé e dalle Pussycat Dolls.

## Tracce
Lato A
1. Chim Chim Cheree - (Richard M. Sherman, Robert B. Sherman) - 6:56
2. Brazilia - (John Coltrane) - 12:54

Lato B
1. Nature Boy - (Eden Ahbez) - 8:01
2. Song of Praise - (John Coltrane) - 9:47

Tracce aggiuntive nelle edizioni su CD del 1997
1. Feelin' Good - (Anthony Newley, Leslie Bricusse) - 6:21
2. Nature Boy (first version)- (Eden Ahbez) - 7:03
3. Nature Boy (live version) - (Eden Ahbez) - 8:18

- Traccia 6 registrata il 17 febbraio; tracce 3 e 5 registrate il 18 febbraio 1965, tracce 1, 2 e 4 registrate il 17 maggio 1965.
- Traccia 7 registrata dal vivo al Village Gate di New York il 28 marzo 1965.

## Formazione
- John Coltrane - sassofono soprano (traccia 1) e tenore
- McCoy Tyner - pianoforte
- Jimmy Garrison - contrabbasso
- Elvin Jones - batteria
- Art Davis - contrabbasso (tracce 3, 5 e 6)

## Edizioni
- 1965 – LP, Impulse! Records A 85, versione mono
- 1965 – LP, Impulse! Records AS 85, versione stereo
- 1980 – LP, Impulse! Records MCA Records MCA 29018
- 1987 – LP, Impulse! Records MCA Records 254 619-2
- 1997 – CD, Impulse! Records BMG IMP 12142, edizione rimasterizzata con tracce aggiuntive
- 2009 – CD, Impulse! Records Verve Music Group 0602517920323, serie Verve Originals con 4 tracce